# Silviu
Silviu ist ein rumänischer männlicher Vorname.

## Namensträger
- Silviu Băiceanu (* 1978), rumänischer  Handballspieler
- Silviu Bindea (1912–1992), rumänischer  Fußballspieler und -trainer
- Silviu Brucan (1916–2006), rumänischer Politiker und Diplomat
- Cristian Silviu Bușoi (* 1978), rumänischer Politiker
- Silviu Dimitrovici (1925–1964), rumänischer Bauingenieur
- Silviu Lung (* 1956), rumänischer Fußballspieler und -trainer
- Silviu Manea (* 1983), rumänischer Skibergsteiger
- Silviu Ploeșteanu (1913–1969), rumänischer  Fußballspieler und -trainer